# Conquête espagnole du Yucatan
La conquête du Yucatan par les Espagnols s'étend de 1523 à 1547. À cette date, l'essentiel des tribus mayas est conquise ou soumise. Trois campagnes espagnoles et une révolte de plusieurs cités divisent la période.

## Le Yucatan maya au début duXVIesiècle

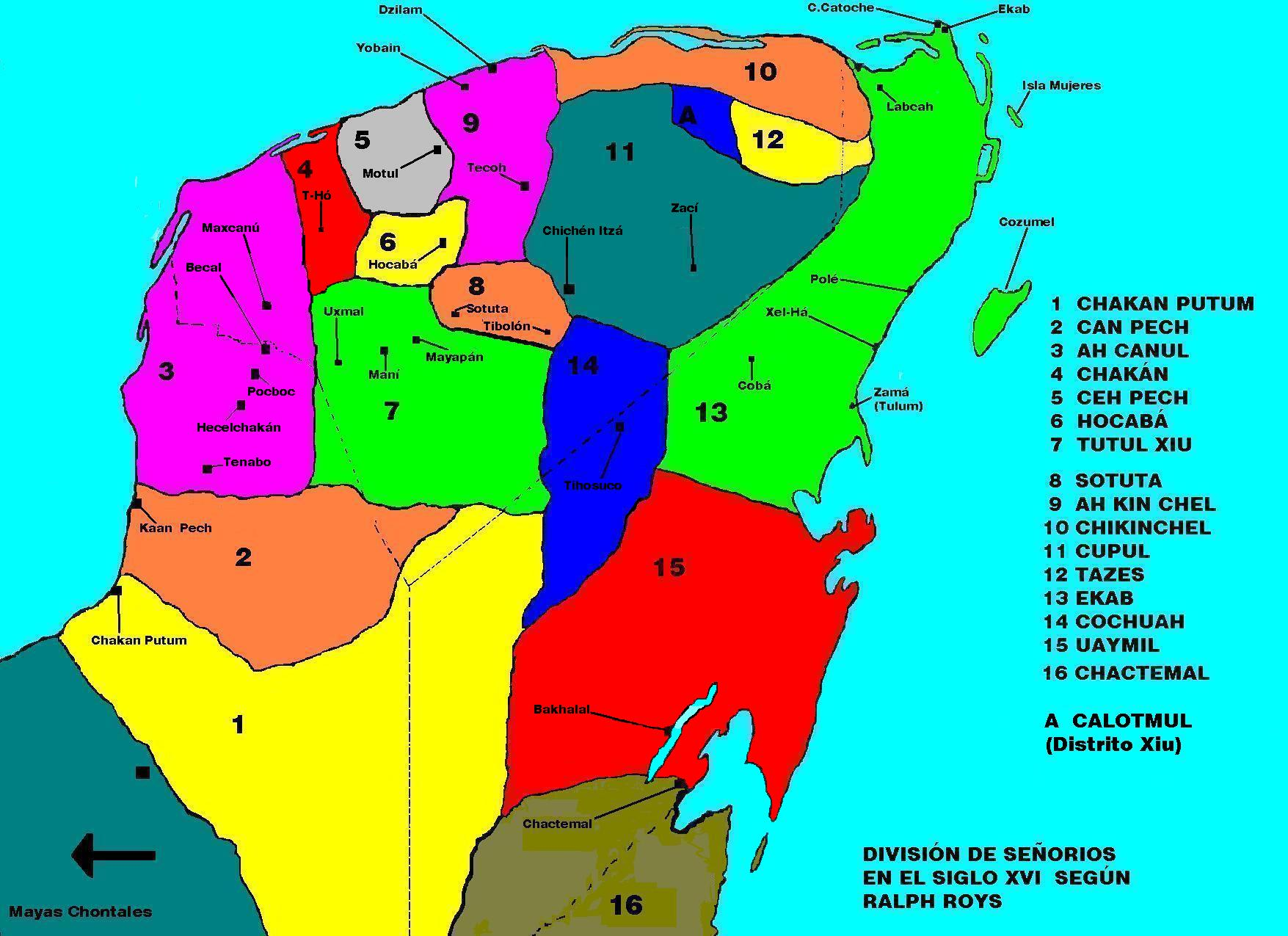
Division des États mayas au XVIe siècle.

La péninsule du Yucatán fut dirigée, de la fin de la période classique au début de la période postclassique, par une alliance de cités puissantes connue sous le nom de ligue de Mayapan. Cette ligue regroupait Chichén Itzá (peuple des Itzas), Uxmal (peuple des Xius) et Mayapan (famille des Cocoms). La révolte du Xiu Ah Xupan, en 1441, contre les Cocoms entraîna la disparition de cette alliance et l'abandon de Mayapan. Seize états mayas émergèrent à la suite de cette crise pendant les années 1441-1461.
Chaque territoire possédait des institutions propres. Certains étaient dirigés par un Halach Uinik. L'administration d'un territoire particulier d'un royaume étant confié à un Batab qui, généralement, était issu de la famille du monarque. En temps de guerre, un général nommé Nacom assurait la coordination des armées. Dans d'autres cas, les institutions pouvaient se rapprocher d'une république avec l'organisation régulière d'un conseil de la noblesse ou des tribus.
À l'aube des guerres contre l'Espagne, les principaux États sont Chakán Putum, Can Pech, Ah Canul, Chakán, Ceh Pech, Hocabá, Tutul Xiu, Sotuta, Ah Kin Chel, Chikinchel, Cupul, Tazes, Ekab, Cochuah, Uaymil, Chactemal et Calotmul. Les principales tribus sont les Cocoms, les Xius, les Chels, les Cupuls, les Canuls et les Chontals.
Un commerce actif existe entre les cités ainsi que des conflits entre Xius et Cocoms ou entre Cupules et Cheles. Cependant, diverses rivalités sont solidement installées entre toutes les cités.

## Premières expéditions espagnoles (1517 - 1519)

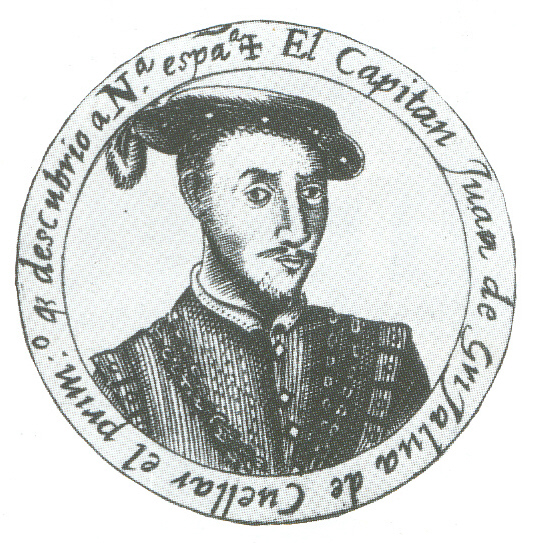
Portrait du conquistador Juan de Grijalva.

Le premier contact entre Mayas et Espagnols remonte à 1502. Il faudra cependant attendre davantage pour que les Espagnols poussent plus avant l'exploration de cette région du golfe du Mexique. Le 8 février 1517, Francisco Hernández de Córdoba partit de Santiago de Cuba et découvrit la côte du Yucatan. Le 22 mars, il débarque à Can Pech, dans l'est de la péninsule, d'où il est chassé par le Halach Uinik. Se réembarquant, l'expédition est surprise par une tempête et doit de nouveau débarquer sur la côte. L'Halach Uinik de Chakán Putum ordonne une attaque qui cause de lourdes pertes dans les rangs espagnols. L'expédition se rembarque et quitte les côtes mayas.
Une deuxième expédition est envoyée par le gouverneur de Cuba en 1518. Elle est dirigée par Juan de Grijalva assisté de Francisco de Montejo, Alonso de Ávila et Pedro de Alvarado. Les quatre navires de l'expédition atteignent Cozumel le 3 mai 1518. La population a fui et les Espagnols ne trouvent que quelques esclaves. Ils se rembarquent et passent alors devant Ekab, Xama et Xel-ha. Finalement, ils reprennent le chemin de l'expédition précédente vers Chakán Putum tout en se préparant pour une nouvelle bataille. Celle-ci tourne à l'avantage des Espagnols qui perdent 7 tués (dont  Juan de Quiteria) et une soixantaine de blessés (dont Juan de Grijalva) contre près de 200 tués parmi les Mayas (entre lesquels l'Halach uinik nommé Moch Couoh). Ils abandonnent ensuite la ville, fuie par la population, et se dirigent vers l'ouest où ils rencontrent des envoyés aztèques de Moctezuma II avant de poursuivre l'exploration le long de ces côtes.
La troisième expédition de cette époque de premiers contacts entre Mayas et Espagnols a lieu en 1518-19 sous la direction de Hernán Cortés. Vers la fin février 1519, ils sont à Cozumel. Cortés entame une politique de conciliation (après les exactions de son lieutenant Pedro de Alvarado). Il retrouve aussi deux naufragés espagnols (rescapé d'une expédition de 1511) : Gerónimo de Aguilar et Gonzalo Guerrero. Le premier accepte de le rejoindre et il officiera comme traducteur pour l'expédition. Le second, marié à une Maya et père de plusieurs enfants, refusera et prendra une part active à la résistance maya.
En mars 1519, les Espagnols quittent Cozumel où ils ont finalement établi de bonnes relations avec l'Halach uinik. Ils arrivent vers Tabasco où ils livrent et remportent la bataille de Centla contre les Chontales (14 mars 1519). Le 25 mars, ils fondent Santa María de la Victoria, première ville espagnole en Amérique. En juillet 1519, Cortés s'installe à Veracruz et rompt avec le gouverneur de Cuba qui n'aura dès lors plus aucune autorité sur les expéditions des conquistadors. Cortés sera ensuite occupé par la conquête des Aztèques jusqu'en 1521.

## Guerres de 1523-1525
Après 1521, Cortés retourne son attention vers les territoires mayas. En 1523, il ordonne une expédition contre les Mayas K'iches en lutte avec les Kakchikels. La guerre du royaume de Q'umarkarjl aboutit à la destruction de la ville et du royaume en 1524. De son côté, Gonzalo de Alvarado réalise plusieurs campagnes contre les Mayas mames et les villes de Malacatán, Huehuetenango et Zaculeu,.
Ces premières attaques doivent cependant cesser en 1525 quand Cristóbal de Olid se rebelle contre Cortés. La guerre entre les deux conquistadors occupe l'essentiel de l'année 1524. Au cours de ces opérations, Cortés établit des contacts pacifiques avec Atalan (où il  reçoit de l'aide) et Tayasal,.

## Première campagne de Montejo (1525-1527)
Le 8 décembre 1526, le roi d'Espagne, accorde à Francisco de Montejo, surnommé El Adelantado, le droit de prendre possession du Yucatan. Celui-ci part en juin 1527 avec 445 hommes. Ils arrivent dans l'État d'Ekab sur l'île de Cozumel. Ils sont bien reçus par le halach uinik Nahum Pat qui maintient ainsi la paix conclue avec Cortés huit ans plus tôt. Ils explorent et reconnaissent la côte. Ils fondent notamment la ville de Salamanca de Xel-Há qui sera attaquée (12 survivants sur 40) alors que le reste de la colonne s'était enfoncée vers les ruines de Coba. Montejo décide alors de se replier vers Salamanca de Xaman Há dans le territoire de Nahum Pat. Les Espagnols reprennent alors leur exploration le long de la côte jusqu'au nord de l'État d'Ekab à Chiquilá. Là, les Mayas conis acceptent de rendre hommage à l'Espagne sous la direction de Nacom Bala.
À partir de Chiquilá, les Espagnols essayent d'avancer jusqu'à la ville de Chauac Há. Les Mayas cupules leur barrent la route lors de la sanglante bataille de Chauac Há. Les Espagnols font retraite vers Técoh dans l'État d'Ah Kin Chel. Le chef maya chel, Namux Chel, ne résiste pas et les laisse passer. Montejo va donc vers la côte où il établit une garnison non loin de l'ancienne cité de Chichen Itza.

## Deuxième campagne de Montejo (1530-1535)
Les Mayas Cheles ne résistèrent pas aux Espagnols mais préférèrent au contraire s'allier à eux pour lutter contre les Cocoms. De son côté, Montejo entendit parler de mines d'or dans les états de  Uaymil et Chactemal. Il décida d'y envoyer un petit groupe de cinquante soldats et seize cavaliers sous la direction de Alonso Dávila.
Voyant que les Espagnols divisaient leurs forces, les Cupules en profitèrent pour attaquer. Les Espagnols, aidés par les Cheles, se replièrent d'abord vers Buctzotz  puis vers  Can Pech. Pendant ce repli, les deux alliés subirent de lourdes pertes (150 tués espagnols et mort de halach uinik Namux Chel de Ah Kin Chel).
De son côté, le groupe Davila arriva à Bakhalal où ils installèrent une garnison. L'halach uinik de Chactemal refusa de lui donner or et nourriture. Avec l'aide d'alliés indiens et après deux mois de combats, les Espagnols repoussèrent les Mayas vers le sud. Cependant, manquant d'appuis parmi les autres Mayas de la région, Davila préféra revenir à Bakhalal. Isolé, il chercha alors à obtenir de l'aide de Montejo (le courrier fut intercepté) ou du gouverneur de Trujillo au Honduras.
Les deux colonnes se retrouvèrent alors vers Campeche (Cam Peche) où Montejo fit construire une forteresse nommée Salamanca de Campeche. De multiples escarmouches eurent lieu aux alentours entre Mayas et Espagnols.
Montejo connut alors des difficultés supplémentaires quand certains de ses hommes l'abandonnèrent pour se rendre au Pérou où les conquistadors parlaient de « richesses découvertes ». En 1535, il est obligé de demander de l'aide à la reine qui lui accorde. L'année se termine par une révolte dans la région de Tabasco où sont dépêchés Francisco de Montejo y León « el Mozo » et Gonzalo Nieto.

## Évangélisation des années 1535-1540 et guerres internes
Les deux premières campagnes de Montejo avaient la particularité de ne pas comprendre de prêtres. La reine, en accordant son aide, en exigea la présence et les années 1535-1540 sont marquées par les efforts de nombreux prêtres pour évangéliser les Mayas. Ceux-ci accueillent bien les prêtres et des conversions sont enregistrées. Les prêtres franciscains luttèrent notamment contre l'esclavage pratiqué contre les prisonniers de guerre.
Cependant, après plusieurs raids espagnols contre les cités mayas, ceux-ci n'accueillirent plus pacifiquement les prêtres et les hostilités reprirent de manière limitée. En revanche, un violent conflit débuta entre les Xius et les Cocoms. Les premiers ayant été attaqués lors du chemin pour réaliser une offrande à Chichen Itza en dépit des engagements de libre passage pris par les Cocoms. Les deux peuples se retrouveront grandement affaiblis et les Xius n'hésiteront pas quelques années plus tard à s'allier avec les Espagnols.
Des conflits éclatent aussi parmi ces derniers à propos du partage des territoires conquis entre Montejo et Pedro de Alvarado, l'ancien lieutenant de Cortés. Finalement, Montejo obtient le Chiapas tandis qu'Alvarado obtient Hibueras. À la mort d'Alvarado (en 1541), Montejo obtint aussi le Honduras, demeuré vacant. Une fois son gouvernement installé, Montejo décida de reprendre la conquête du Yucatan. Cela le laissa éloigné de la nouvelle campagne lancée en 1540 par son fis, Montejo « el Mozo ». En 1542, il transférera sa capitale à Mérida, nouvelle fondée sur les ruines de la ville maya de Tho.

## Troisième campagne de Montejo «el Mozo» (1540-1545)
Alors que son père s'occupe des querelles territoriales en Amérique centrale, son fils Francisco de Montejo, dit « el Mozo » (« le jeune »), gouverneur de Tabasco, reçoit des instructions de son père qui le charge de reprendre la conquête. Les Espagnols ont tiré la leçon de l'échec des campagnes de 1527-1529 et de 1530-1535 : désormais les conquistadors envisagent de consolider leur présence dans les secteurs nouvellement acquis avant d'avancer plus loin. Ils décident donc d'avancer jusqu'à Champotón et d'y installer une solide position puis d'avancer jusqu'au port de Cam Pech pour convoquer les alliés canuls et xius.
Le 4 octobre 1540, les Espagnols établissent un important point d'appui logistique vers Cam Pech nommé San Francisco de Campeche. Montejo « le jeune » convoque alors les chefs mayas des États de Can Pech, Tutul Xiu, Ah Canul, Ceh Pech et Ah Kin Chel et obtient de nouveau l'aide de ceux qui s'étaient rangés du côté espagnol lors de la précédente campagne. Les Espagnols pensent alors pouvoir s'emparer d'Ah Canul mais les Batabob refusent de se rallier à eux. Après une campagne au début de l'année 1541, ils parviennent à prendre Tho où les Cocoms et les Cupuls décident de les attaquer. La bataille, sanglante, a lieu le 11 juin 1541 et les Espagnols s'imposent. Le 6 janvier 1542, ils fondent Mérida sur les ruines de Tho.
À partir de cette position, Montejo le Jeune marche sur Ah Kin Chel puis sur Sotuta. Si la résistance des Cocoms fut forte, la campagne fut brève et les Espagnols et les Xius obtinrent conversions au christianisme et serments d'obéissance à l'Espagne.
Les Espagnols lancent alors plusieurs campagnes dans tout le Yucatan. Alonso López est envoyé vers Calotmul pour soumettre un groupe de Mayas Xius qui refusent de s'allier aux Espagnols. Bernardino de Villagómez s'établit à Tecoh, où il est bien accueilli, puis s'avance dans l'État de Tazes. Le neveu de Montejo, appelé Montejo « el Sobrino » (« le neveu »), est envoyé vers Chikinchel pour forger de nouvelles alliances puis installer une garnison à Chauac Ha. Francisco de Cieza est nommé à la tête de la garnison pendant que « el Sobrino » s'avance vers Cochuah, Uaymil et Chactemal après plusieurs semaines de campagne. Le 24 mai 1543, « El Sobrino » décide de fonder la ville de Valladolid sur les ruines de Chauac Ha.
Quelques semaines plus tard, les Mayas Cupuls et Cochuah attaquent la ville nouvelle qui est transférée à Zac Li le 24 mars 1544 sur un site plus favorable. « El Sobrino » traverse ensuite l'Ekab vers Cozumel où l'alliance de cet État avec l'Espagne est renouvelée.
Enfin, Gaspar Pacheco, Melchor Pacheco et Alonso López Zarco sont chargés d'une campagne contre Uaymil et Chactemal. Cette campagne, la plus cruelle de toute la campagne, dure plus d'un an avant d'obtenir la soumission des villes. L'année 1545 s'achève sur une affirmation relative du pouvoir espagnol, tous les États mayas s'étant alliés ou soumis aux Espagnols.

## Révolte maya de 1546-1547
Alors que la conquête semblait terminée, l'agitation gagna les Mayas pendant l'année 1546. L'introduction du christianisme, celle de l'encomienda (une sorte de servage), les lourds tributs imposés et la violence de la campagne de 1545 contre Uaymil et Chactemal provoquèrent un lourd ressentiment contre les Espagnols. Les principales factions complotèrent.
Dans la nuit du 8 au 9 novembre, les Cupules se soulèvent à Valladolid et massacrent dix-sept Espagnols (dont le capitaine Bernaldino de Villagómez) et 400 auxiliaires indiens. Le mouvement se propage et la rébellion compte rapidement 20 000 guerriers.
La contre-offensive espagnole fut initiée autour de Valladolid par Francisco de Cieza, Alonso de Villanueva, Rodrigo Álvarez et Francisco Tamayo Pacheco. Rodrigo Álvarez parvint à capturer plusieurs chefs de l'insurrection tandis que Francisco de Bracamonte attaque les Cocomes de la région de Sotuta. Francisco de Cieza, de son côté, attaqua l'État de Tazes. Les Mayas révoltés assiégèrent la ville de Salamanca de Bacalar.
Bracamonte attaqua alors vers Cochuah tandis que Montejo « el Sobrino » avança jusqu'à Cupul. De là, les Espagnols marchèrent sur Uaymil y Chactemal et s'emparèrent de Texio avant de parvenir, au début de 1547, à lever le siège de Salamanca de Bacalar. Au début de mars, les États de Tazes, Cupul, Cochuah, Uaymil et Chactemal étaient de nouveau sous contrôle espagnol. Les insurgés se replièrent au nord-est vers Chikinchel qui sera finalement prise par Francisco Tamayo Pacheco.

## Conséquences
En 1547, Montejo convoque à Mérida une assemblée des chefs mayas où il promet de gouverner avec justice et équité. Il ordonna aux Mayas de libérer leurs esclaves de guerre et promit d'empêcher les Espagnols de s'en prendre à eux. Peu à peu, la situation redevint calme malgré les nombreuses régions dévastées et dépeuplées. La colonisation et l'évangélisation de la région commence cette même année.
Les cités mayas des différentes côtes sont désormais soumises aux Espagnols. Les cités de l'intérieur, plus petites et isolées par la jungle comme Tayasal, resteront indépendantes jusqu'en 1697.